# Paul Heider
L'abate Paul Heider, O.T. (Adamsthal, 21 giugno 1868 – Troppau, 25 gennaio 1936) è stato un religioso austriaco.
Servì come 60º Gran maestro e Abate generale dell'Ordine teutonico dal 1933 al 1936.